# Striarcana tauranga
Striarcana tauranga är en snäckart som beskrevs av Laws 1937. Striarcana tauranga ingår i släktet Striarcana och familjen Pyramidellidae. Inga underarter finns listade i Catalogue of Life.